# Newnhamia insolita
Newnhamia insolita é uma espécie de crustáceo da família Notodromadidae.
É endémica da Austrália.